# Carrara-Avenza
Carrara-Avenza (włoski: Stazione di Carrara-Avenza) – stacja kolejowa położona w Carrarze, w regionie Toskania, we Włoszech. Stacja posiada 2 perony.